# Университет Аалто
Университе́т А́алто (фин. Aalto-yliopisto, швед. Aalto-universitetet) — финский университет, образованный путём слияния трёх высших учебных заведений города Хельсинки: Хельсинкского политехнического института (основан в 1849), Высшей школы экономики (основана в 1904) а также Института искусств, дизайна и архитектуры (основан в 1871). Тесная связь между наукой, бизнесом и искусством призвана содействовать инновационным исследованиям в междисциплинарных областях.
В 2023 году в рейтинге авторитетной британской компании QS Quacquarelli Symonds университет занимал 116-е место в общем рейтинге лучших университетов мира и 6-е место в области архитектуры и искусств. Также по версии Microsoft Research университет занимает 21-е место в мире по машинному обучению — обширному разделу компьютерных наук. Программа MBA университета обладает «тройной аккредитацией», чем могут похвастаться только 74 бизнес-школы во всем мире.
В числе выпускников и профессоров Университета Аалто Нобелевский лауреат Арттури Виртанен, лауреат Награды Фрэнка Розенблатта Теуво Кохонен, физик Гуннар Нордстрём а также всемирно известный архитектор Алвар Аалто, в честь которого и был назван университет.

## История
Университет образован 1 января 2010 года путём слияния Хельсинкского политехнического института, Высшей школы экономики и Высшей школы искусств и дизайна в Хельсинки.
В 2012 году было заявлено, что в рамках трёхлетней программы AppCampus, компании Microsoft и Nokia инвестируют в Аалто университет каждая по девять миллионов евро на разработку мобильных приложений и услуг для смартфонов Windows, а также для других операционных систем телефонов Nokia, например, для Symbian.

В 2014 году, в связи с программой экономии, университет значительно сократил число технических сотрудников, а в период 2015—2018 годов уволил несколько сотен преподавателей и работников.
В феврале 2019 года все три ВУЗа, входящие в состав университета, переехали из района Тёёлё в единый комплекс в Отаниеми. Официальное открытие нового кампуса состоится в мае 2019 года.